# Mythologie phénicienne
La mythologie phénicienne est l'une des plus anciennes mythologies de la mer Méditerranée.
Eusébio, évêque de Césarée, écrivait déjà en 280 que :

« La plupart des théogonies du monde viennent des Phéniciens et des Égyptiens. »

La mythologie phénicienne n'est pas une mythologie fermée, mais il existe des liens et des influences très importantes avec les mythologies babylonienne et égyptienne.
En Libye antique, la mythologie phénicienne a été exportée pour fusionner avec la mythologie libyque ce qui a donné la mythologie punique, avec des influences à la fois phéniciennes et berbères.
Philon de Byblos, qui fit une traduction grecque de l'ouvrage du prêtre Sankhoniaton sur l'origine de la millième création, des dieux et de l'homme, dit que les Phéniciens :

« le considèrent comme le plus grand parmi les dieux qui ont rendu des services remarquables à l'humanité. »

La cosmogonie commence par l'union du chaos primitif avec une divinité. De cette union est né l’ œuf cosmique (Mot) et de sa division le ciel et la terre ont été générés. Les Phéniciens n'ont jamais eu le concept d'un dieu unique, d'une divinité suprême. Ils ont toujours été polythéistes.

## Divinités phéniciennes
Les dieux adorés par les Phéniciens variaient d'une ville à l'autre. Ainsi le panthéon de Sidon diffère de celui de Tyr, de Byblos ou de Chypre. Néanmoins, certaines divinités sont présentes sous une forme ou une autre dans la plupart des villes importantes. Ces divinités sont principalement El, Baal, Yam, Anat, Aleyin, Muth, Astarté et Melkart.
Le dieu principal, appelé génériquement El, était considéré comme le père de tous les dieux du panthéon phénicien. Il était associé au soleil et était celui qui distribuait le temps, ayant sous son contrôle les années, les mois, les jours et les nuits.
Le deuxième dieu le plus important est Baal, considéré comme le roi des dieux et qui avait conquis sa position en attaquant El sur le mont Sapan. Il était le dieu de la pluie, du tonnerre et de la guerre et était parfois représenté par un taureau aux fines cornes. Il combat son ennemi, le dieu de la mer, Yam, pour lequel le dieu Kothar, dieu de l'artisanat et de la technologie, lui a confectionné deux masses à affronter dans les combats. Avec le deuxième d'entre eux, il renversera Yam et remportera une victoire qui représente le courage des marins face aux vagues de la mer.
Anat était la fille de Baal et la sœur d'Aleyin, qui était chargée de maintenir les dieux en vie et était directement impliquée dans les sacrifices. C'était une belle déesse de l'amour et de la guerre qui aidait son frère, notamment dans ses combats cycliques avec le dieu Muth . Anat était celui qui répandait sur la terre la rosée, si nécessaire à sa fertilité. Le culte d'Anat serait introduit en Égypte après l'invasion des Hyksos. Elle était également assimilée à Athena Soteira Niké.
Aleyin, fils de Baal et de la déesse mère Athirat, était celui qui produisait sur la terre la pluie, si nécessaire à la croissance de la vie, mais il avait un ennemi, le dieu Muth, qui était celui qui donnait de la chaleur à la terre pour rendez-le fertile et faites mûrir les récoltes. Mais d'autres fois, la chaleur était excessive et Muth était invoqué contre la sécheresse. Muth a été vaincu par Aleyin au début de chaque saison. Lorsqu'une récolte était récoltée, elle mourait jusqu'à ce qu'elle renaît lorsque d'autres cultures mûrissaient de cette manière. Cette période cyclique faisait que Muth était considéré, en plus d'être le dieu de la stérilité, comme le dieu des morts.
Melkart, fils d'El, dieu de Tyr, roi des enfers et protecteur de l'Univers, symbolisait le cycle annuel de la végétation, il était donc un dieu agricole, de la campagne, de la végétation, de la fertilité et du printemps et son rituel comprenait une série de rites cycliques annuels de mort et de résurrection, coïncidant avec les saisons de l'année. Bien qu'il soit un dieu solaire, il a fini par être associé aux attributs d'un dieu de la mer et aussi de la ville, se considérant comme son protecteur. C'est l'antécédent du grec Héraclès, ce qui est un fait à prendre en compte dans la théorie selon laquelle une grande partie de la mythologie grecque vient de la phénicienne.
Elle était associée à la divinité tutélaire de Tyr, Astarté, dans son rôle de déesse maternelle et de déesse de la fertilité. Elle fut assimilée à Ishtar (déesse sumérienne du ciel), Isis, Aphrodite, Héra, Cybèle et Junon Caelestis. À Carthage, elle fut supplantée par Tanit. Elle était représentée comme une déesse allaitant un enfant ou une femme nue serrant ses seins. En tant que déesse lunaire, elle était également représentée portant une lune en guise de couronne.

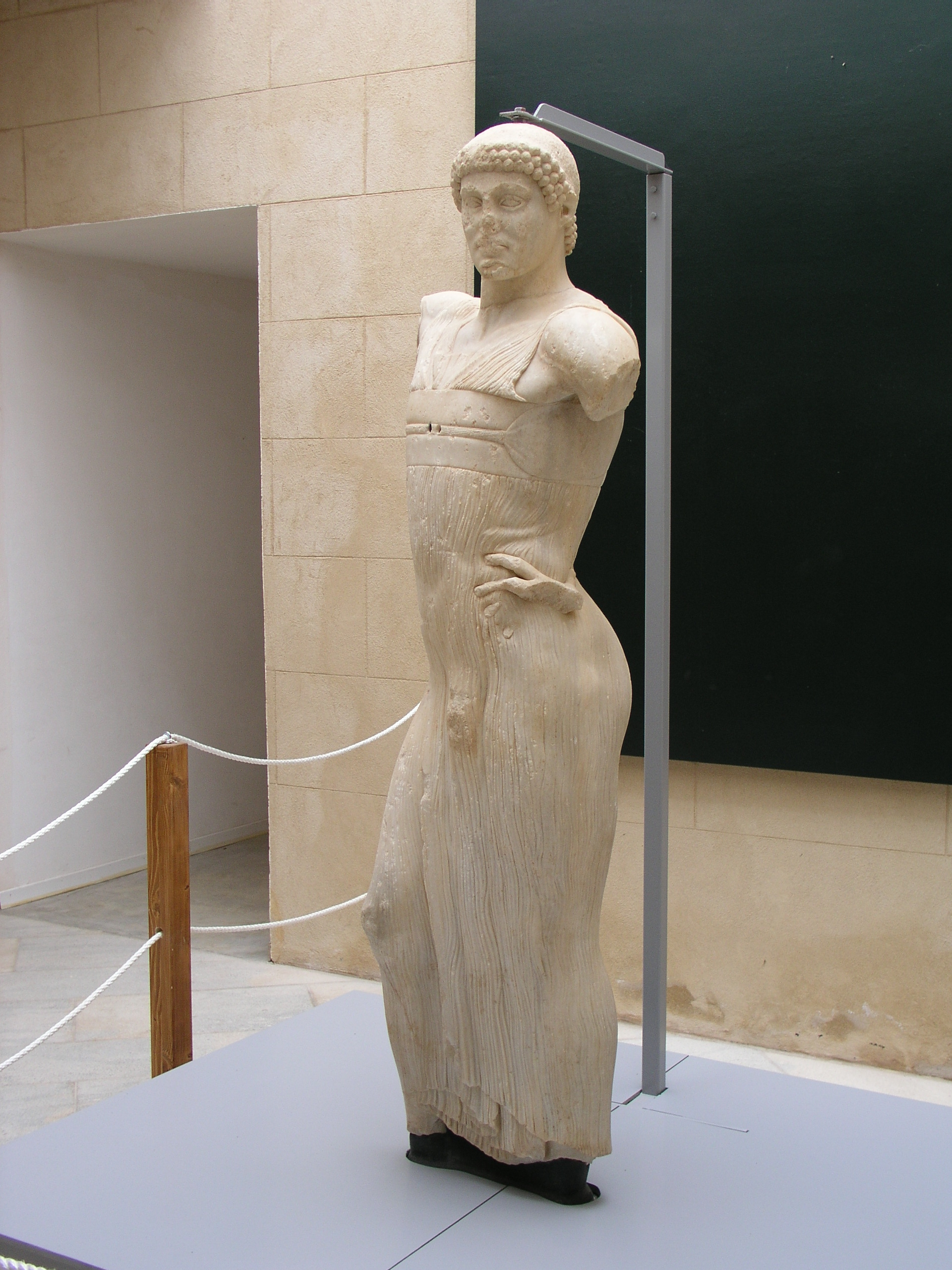
Représentation de Melkart, connu sous le nom d'Éphèbe de Motia.
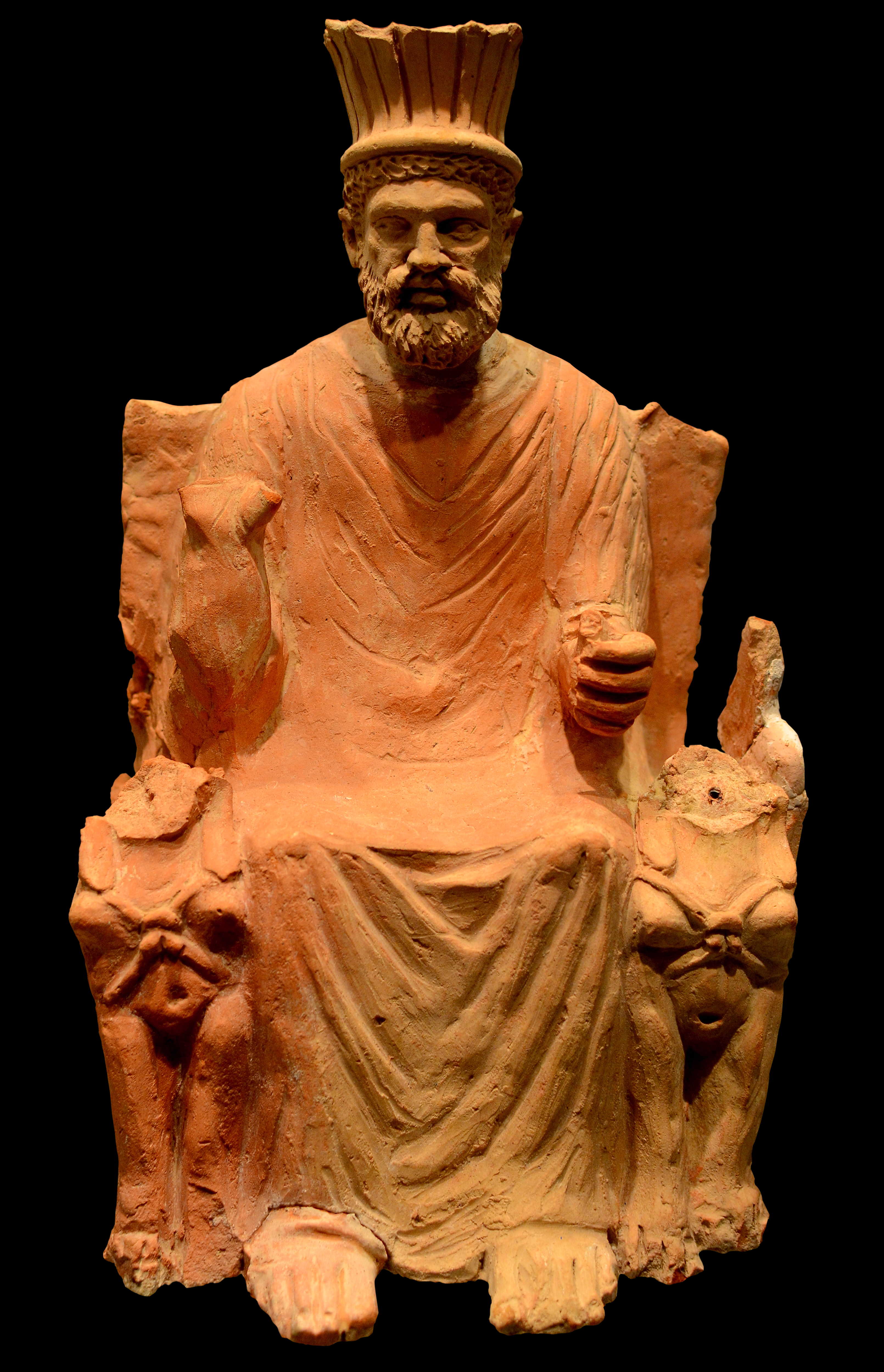
Le dieu Baal Hammon représenté comme un vieil homme sur un trône entre deux sphinx.
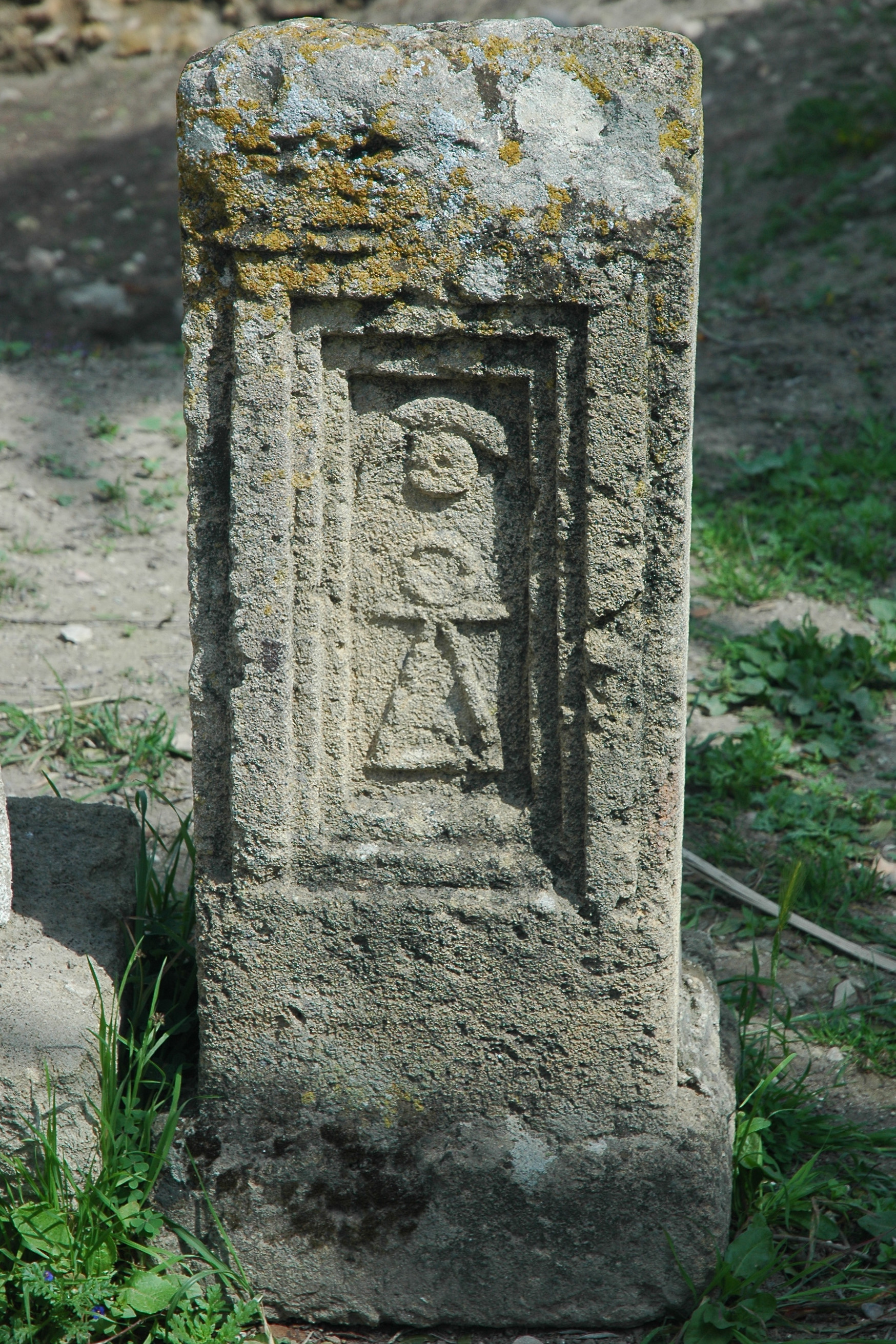
Autel de Tanit, déesse de la fertilité.

### Baal Hammon
Baal Hammon était le principal dieu phénicien adoré dans la colonie de Carthage, généralement identifié par les Grecs comme Cronos et par les Romains comme Saturne. Baal signifie « seigneur », cependant, la signification de hammon est incertaine, son origine étant possible dans Amon « Celui Caché », symbole du pouvoir créateur et « Père de tous les vents » dans la mythologie égyptienne. Baal Hammon serait représenté dans certaines sculptures ou reliefs sous la forme d'un personnage masculin d'un certain âge, assis sur un trône entre deux sphinx. Les Romains ont transformé Baal Hammon en Saturne.

### Tanit
Tanit était la déesse la plus importante de la mythologie carthaginoise, épouse de Baal et patronne de Carthage. Elle était l'équivalent de la déesse phénicienne Astarté, déesse de la fertilité, dont le culte incluait la prostitution appelée hiérogamie, qui consistait à se prostituer dans un temple simulant l'union avec la divinité à des fins religieuses visant la fertilité. Lors de la romanisation, elle fut assimilée à Junon et non à Vénus, comme elle l'aurait été si elle avait été équivalente à Astarté.

### Melkart
Melkart était une divinité phénicienne de la ville de Tyr, à laquelle était à l'origine consacré le temple d'Héraclès dans l'ancienne ville de Cadix. Son culte, centré sur le feu sacré des villes, se répandit dans toutes les colonies de Tyr, dont Carthage.
C'était la forme phénicienne du dieu Baal. À l'origine, il était un dieu agricole, de la campagne, de la végétation, de la fertilité et du printemps. Son rituel comprenait donc une série de rites cycliques annuels de mort et de résurrection, coïncidant avec les saisons de l'année ; Cependant, il était aussi une divinité marine, puisqu'il était une divinité syncrétique. Il devient alors considéré comme « roi de la ville », ce qui est le sens étymologique de son nom ( melk, roi), et en tant que patron de la ville de Tyr, il devient également le dieu de la colonisation et de la protection de la navigation.

## Littérature
- de l'eau Micah (2019). Histoire de l'Orient ancien . Madrid : Président.
- Guido Rosetto, Sabatino (2018). L'énigme des Fenici . Bergame (en italien).